# William Holab
William Joshua Holab (* 6. Mai 1958 in Chicago, Illinois) ist ein US-amerikanischer Komponist und Musikverleger.

## Leben
Holab studierte Komposition an der Juilliard School in New York und der University of Michigan in Ann Arbor. Außerdem nahm er privaten Unterricht bei William Albright, Rebecca Scott, William Bolcom, Curtis O. B. Curtis-Smith, Marianne Ploger, Vincent La Selva und David Diamond. Von 1980 bis 1986 arbeitete er als Notensetzer und Editor. 1982 war er Orchestrator am Theatre-By-the-Sea in Rhode Island. Ab 1983 war er Musikredakteur bei der Edition Peters und Orchestrator am Candlewood Playhouse in Connecticut. Später arbeitete er als Director of Publications für G. Schirmer/Associated Music Publishers. Gemeinsam mit Joseph Pehrson und Patrick Hardish gründete er die Composers Concordance in New York. Derzeit arbeitet er als Verkaufsleiter von Schott Music in den USA und als Leiter der Produktionsabteilung von Universal Edition in New York. Er leitet zudem seinen eigenen Musikverlag.

## Preise
- Victor Herbert Award (ASCAP)
- David B. Marshall Award
- National Music Theater Network Award
- Meet the Composer Award